# La Superstoria
La Superstoria è una trasmissione televisiva di approfondimento storico in onda su Rai 3.
La voce narrante commenta filmati di repertorio inframezzati da filmati estratti dagli archivi Rai. Nella maggior parte dei casi si tratta di gag di comici italiani, come Antonio Albanese, Corrado Guzzanti, Sabina Guzzanti, Aldo, Giovanni e Giacomo, in particolare tratti da programmi di Serena Dandini: Avanzi, Maddecheaò e L'ottavo nano. Alcune puntate riguardano argomenti più specifici (come il Festival di Sanremo), sempre con filmati conformi al tema.